# Ciocănești (okręg Aluta)
Ciocănești – wieś w Rumunii, w okręgu Aluta, w gminie Bărăști. W 2011 roku liczyła 252 mieszkańców.